# 伊豆討ち入り
伊豆討ち入り（いずうちいり）は、室町時代後期、伊勢盛時（宗瑞、北条早雲）が伊豆に侵攻し、堀越御所にいた足利茶々丸を襲撃した事件。
この事件は、従来の通説では下克上の嚆矢とされてきたが、21世紀に入ってからの研究では中央の政治と連動した動きを取っていることが判明している。

## 経過

### 堀越公方・足利政知の思惑
文明 14年（1483年）11月27日、室町幕府と古河公方との間で結ばれた都鄙和睦によって、 享徳の乱が終結した。だが、この和睦により、 堀越公方・足利政知はその支配を伊豆一国に限定された。
和睦成立後、政知は細川政元との連携によって、円満院（武者小路隆光の娘）との間に生まれた次男の清晃（後の足利義澄）を次期将軍にすべく、 長享元年（1487年）3月に天龍寺香厳院に入寺させるために上洛させた。すでにこの頃、将軍・足利義尚が病弱なことで後継問題が取りざたされており、清晃はその有力な候補であった。
またこの頃、政知は長男の茶々丸を廃嫡して幽閉し、三男で清晃の同母弟・潤童子を後継者に定め、廃嫡を諌めた上杉政憲を自害させた。
延徳元年（1489年）3月に将軍・義尚が死去し、翌年に前将軍・義政も死去すると、清晃を新将軍に擁立する動きが見えた。だが、新将軍となったのは清晃ではなく、政知の弟である義視の嫡子・義材（義稙）であった。
義材の将軍就任後、駿河守護・今川氏親（当時は龍王丸）の補佐にあたっていた幕府奉公衆の伊勢盛時が駿河から帰京し、同年5月に義材の申次衆となった。だが、盛時は清晃を新将軍に画策していた政知の奉公衆でもあったことから、その目的達成のため、あえて義材に近侍したとする見方がある。また、盛時は駿河在国中に政知の奉公衆となって、伊豆の田中郷と桑原郷を所領として与えられたようである。

### 政知の死・伊豆国内の混乱
延徳3年（1491年）1月、義材を後見する義視が死去すると、政知と細川政元は清晃の擁立に動き始めた。だが、4月3日に政知は病により、伊豆で死去した。政知の死により、清晃の京都における擁立計画は一時的に頓挫するとともに、伊豆やその周辺諸国の情勢は大きく変化することになった。
政知の死後、円満院が家政を差配し、潤童子による家督継承が図られた。だが、茶々丸は実力による家督継承を図り、7月1日に潤童子と円満院を殺して、事実上の公方となった。
しかし、茶々丸の行動は全ての堀越公方家臣から賛同を得たわけではなく、茶々丸が奸臣の讒言を信じて、重臣らを成敗するなどしたことから、政知旧臣の支持を失い、伊豆国内に争乱が波及した。このとき、盛時は旧政知方とみなされ、政知から伊豆に与えられていた所領を茶々丸方に没収されたようである。
堀越公方の勢力が駿河の駿東郡に及んでいたとされることから、政知は今川氏の当主・今川氏親と連携関係にあったが、茶々丸はそれと対抗する立場となり、今川氏との間で対立が生じるようになった。また、この茶々丸のクーデターを受けて、8月に盛時が京都から駿河に下向しているが、それは今川氏の領国維持のためであったと考えられる。

### 明応の政変と伊豆討ち入り

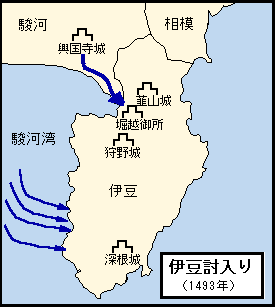
伊豆討ち入り（拡大）

明応2年（1493年）4月、細川政元が明応の政変を起こし、将軍・義材を廃して、清晃を擁立した。その際、盛時の従兄・伊勢貞宗もこれに協力している。また、盛時自身もこの政変に関与していたとする見方もある。
その後、清晃は還俗して義遐（後に義高・義澄と改名）を名乗り、新たな将軍として扱われた（将軍就任は翌年12月）。この結果、茶々丸は将軍の生母と実弟の殺害犯となってしまった。義遐は茶々丸の近隣に城を持つ幕臣である盛時に対し、その仇討ちを命じたとされる。盛時としても、茶々丸に没収された伊豆における所領の回復は、自己の権益回復を意味していた。この伊豆討ち入りは、明応の政変と連動したものであった。
そして、盛時は仇討ちの大義名分を得て、茶々丸討伐のために伊豆に侵攻した。盛時が伊豆討ち入りを実行した月日は不明であるが、政変後の閏4月から9月にかけての間に行われたと考えられている。また、7月に義遐の生母・円満院の三回忌法要が行われたのち、9月になって実行されたとする見方もある。
盛時は駿河の興国寺城から出撃すると、伊豆西海岸北部に侵攻し、茶々丸の本拠である堀越御所に向けて進撃した。盛時は自身の軍勢のほか、今川氏親、扇谷上杉定正、さらには潤童子を支持していた伊豆国人らを味方につけた。
盛時の軍勢の構成としては、笠原氏や清水氏ら備中からの古参家臣、盛時が遠江・三河に侵攻した時に仕えた多米氏、幸田氏、大道寺氏、山角氏などの国衆、今川氏の家臣・葛山氏が中核であった。また、大見の大見三人衆（佐藤藤左衛門尉行広、梅原六郎左衛門尉宣貞、佐藤七郎左衛門尉）、江梨の鈴木氏（鈴木繁宗）、三津の松下氏（松下三郎左衛門尉）、田子の山本氏（山本太郎左衛門尉）、妻良の村田氏（村田市之助）、雲見の高橋氏（高橋将監）ら伊豆在来の国衆や土豪も加わった。さらに、潤童子を支持していた者達も盛時の軍勢に参加しており、幕府奉公衆でもあった富永氏は伊勢氏と同格で、土肥郷八木沢に丸山城を築き、水軍を有していた。
盛時は堀越御所を襲撃したが、茶々丸も山内上杉顕定、顕定に加担する伊豆国人らの支援を得て、根強く抵抗した。この襲撃により、茶々丸は堀越御所を捨て、南伊豆に逃れたとされる。
だが、盛時がこの襲撃で堀越御所を攻略できたのかどうかは定かではない。実際に御所を攻略できたのは、明応4年（1495年）2月とする見方もある。
盛時はこの伊豆討ち入りによって、京都へ帰還することが難しくなり、そのことと関わってみられるのが、盛時の出家である。盛時が仮名の新九郎で確認されるのは、延徳3年8月の駿河下向が最後である。明応元年（1492年）から同2年に成立した「東山殿時代大名外様附」では、奉公衆として「同（伊勢）新九郎」があげられており、これは盛時であるとみられる。盛時は駿河下向により将軍に近侍できず、在国の奉公衆となったとみられるが、この史料を最後にして、盛時の幕臣としての立場は見られなくなっていった。そして、同4年2月からは、盛時が出家して「早雲庵宗瑞」と称されていることが確認されている。
宗瑞は茶々丸の堀越御所退去を受けて、御所に近い韮山城を取り立てて本拠とした。そのため、宗瑞は「韮山殿」や「豆州」と称された。この韮山城取り立ての時期も、正確なことはわかっていない。
茶々丸は堀越御所を追われると、伊豆半島を南下し、自身に味方する勢力の支援を受けて、宗瑞に抵抗を続けた。そのため、伊勢方が伊豆を攻略するまでには、この討ち入りから明応7年（1498年）8月までの5年を要する形となった。